# Барбара Новацька
Барбара Анна Новацька (пол. Barbara Anna Nowacka; народилася 10 травня 1975 р. в м. Варшава) — польська політична діячка, від 2015 р. одна з лідерів політсили «Твій рух»; на парламентських виборах 2015 року в Польщі лідерка виборчої коаліції «Об'єднані ліві». Послідовно відстоює права жінок у Польщі (право на аборт, штучне запліднення, гомосексуальні союзи). Лауреатка Премії Симони де Бовуар.
Дочка членкині польського парламенту Ізабели Яруга-Новацької, яка загинула в авіакатастрофі під Смоленськом у 2010 році.